# Baron Castletown

Wappen der Barone Castletown

Baron Castletown, of Upper Ossory in the Queen’s County, war ein erblicher britischer Adelstitel in der Peerage of the United Kingdom.

## Verleihung und Erlöschen
Der Titel wurde am 10. Dezember 1869 für den ehemaligen liberalen Unterhausabgeordneten John Fitzpatrick geschaffen. Er war ein illegitimer Sohn des 2. Earl of Upper Ossory.
Der Titel erlosch, als am 29. Mai 1937 sein Sohn, der 2. Baron, kinderlos starb.

## Liste der Barone Castletown (1869)
- John Fitzpatrick, 1. Baron Castletown (1811–1883)
- Bernard Fitzpatrick, 2. Baron Castletown (1849–1937)